# Окунєвоноське сільське поселення
Окунєвоно́ське сільське поселення (рос. Окуневоносское сельское поселение) — муніципальне утворення у складі Усть-Цилемського району Республіки Комі, Росія. Адміністративний центр — село Окунєв Нос.

## Населення
Населення — 539 осіб (2017, 613 у 2010, 785 у 2002, 906 у 1989).

## Склад
До складу поселення входять такі населені пункти:
| Населений пункт     | Населення, осіб (1989) | Населення, осіб (2002) | Населення, осіб (2010) |
| ------------------- | ---------------------- | ---------------------- | ---------------------- |
| Крестовка, присілок | 140                    | 78                     | 46                     |
| Окунєв Нос, село    | 766                    | 707                    | 567                    |